# Kristina Hugosson
Doris Kristina Hugosson (* 7. Mai 1963 in Vilhelmina) ist eine ehemalige schwedische Skilangläuferin.
Hugosson, die für den Sorsele SK startete, holte in der Saison 1983/84 mit dem 19. Platz in Autrans über 10 km ihre einzigen Weltcuppunkte und erreichte damit den 64. Platz im Gesamtweltcup. Bei den Olympischen Winterspielen 1984 in Sarajevo errang sie den 31. Platz über 20 km und zusammen mit Karin Lamberg-Skog, Marie Risby und Ann Rosendahl den fünften Platz in der Staffel. Im folgenden Jahr lief sie bei den Nordischen Skiweltmeisterschaften 1985 in Seefeld in Tirol auf den 31. Platz über 20 km.